# Icosàedre tridisminuït

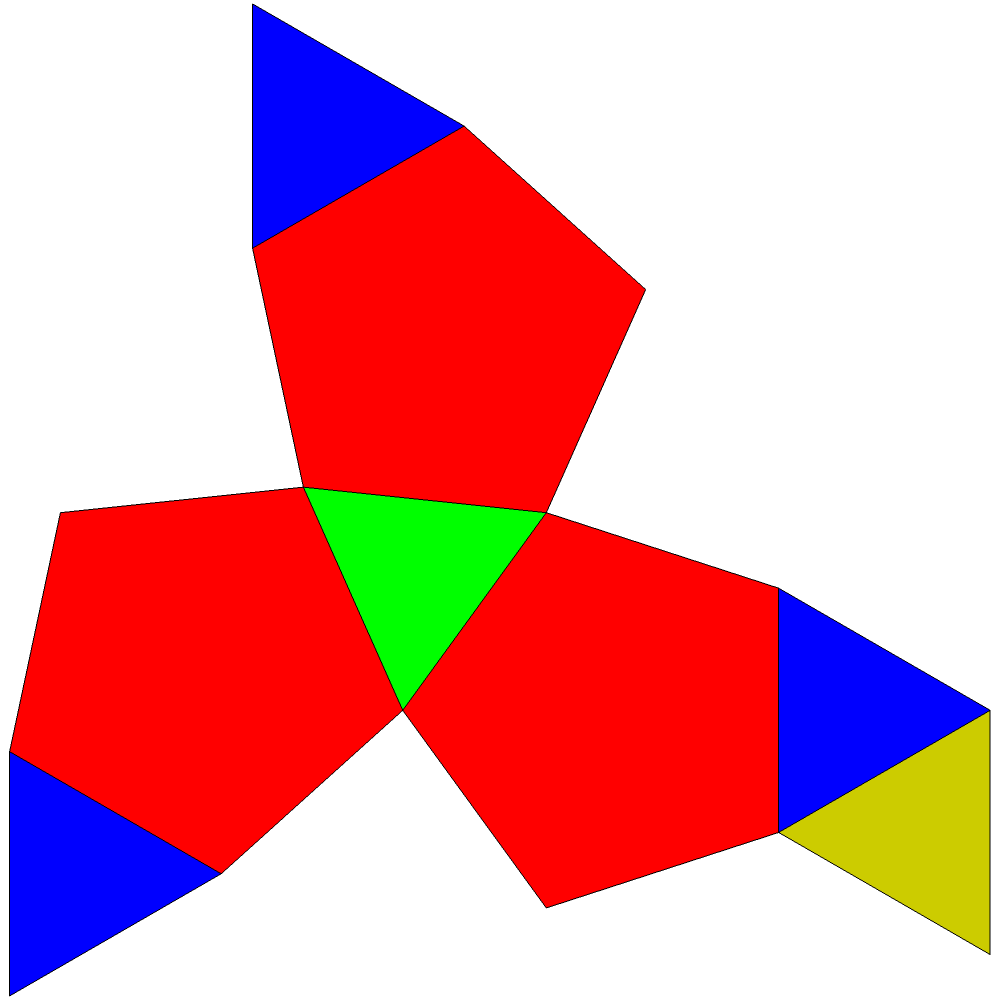
Desplegament de l'icosàedre tridisminuït.

L'icosàedre tridisminuït és un dels noranta-dos sòlids de Johnson (J63). El nom, segons la nomenclatura de Johnson, fa referència a la construcció a partir de l'icosàedre regular: se n'eliminen tres piràmides pentagonals, de manera que tres grups de cinc cares triangulars de l'icosàedre regular queden substituïdes per tres cares pentagonals adjacents dos a dos. Curiosament, l'esquelet té la mateixa seqüència de graus que la cúpula triangular. Té 8 cares (5 triangles equilàters i 3 pentàgons regulars), 15 arestes i 9 vèrtexs. El seu dual és un enneàedre conegut precisament com a dual de l'icosàedre tridisminuït. El seu grup de simetria és C3v.